# قائمة أصناف الفيروسات
هذه قائمة بأصانيف الفيروسات بغرض تنسيق العمل.

## التصنيف على أساس المورثات
فيروس بالدنا
المجموعة الأولى : فيروس بدنا مزدوج
- ترتيب فيروسات ذنبية (بكتيريوفاج بالذيل)
  - عائلة فيروسات عضلية : مثال عاثية الأمعاء T4
  - عائلة فيروسات قدمية
  - عائلة فيروسات سيفاوية : عاثية الأمعاء λ
- غير محددة
  - عائلة فيروسات الزق
  - عائلة فيروسات غدانية : مثال التهاب اللوزتين والإسهال
  - عائلة فيروسات أصفارية
  - عائلة فيروسات عصوية
  - عائلة فيروسات قشرية
  - عائلة فيروسات مستدقة
  - عائلة فيروسات قطرة
  - عائلة فيروسات كبدية مثال الفيروسات البشرية التهاب الكبد الفيروسي ب
  - عائلة فيروسات هربسية : مثال هربس بسيط
  - عائلة الفيروسات المقزحة
  - عائلة فيروسات شحمي الشعر
  - عائلة فيروسات النيما
  - عائلة فيروسات بابوفية
  - عائلة فيروسات الطحالب حقيقية النواة
  - عائلة فيروسات بلازمية
  - عائلة فيروسات جدرية : مثال الجدري
  - عائلة فيروسات العتائق
  - عائلة فيروسات سقفية
  - نوع غير مصنف
    - ميميفيريس : مثال

المجموعة الثانية: فيروس بدنا وحيد السلسلة
- بكتيريوفاج غير مصنف
  - عائلة فيروسات الليف
  - عائلة فيروسات مكروية
- فيروسات غير مصنفة
  - عائلة فيروسات توأمية
  - عائلة فيروسات حلقية
  - عائلة فيروسات قزامة
  - عائلة فيروسات صغيرة
  - نوع غير مصنف
    - أنيلوفيريس

فيروس بالرنا
المجموعة الثالثة: فيروس بالرنا مزدوج السلسلة.
- - عائلة فيروسات بيرنوية
  - عائلة فيروسات ذهبية
  - عائلة فيروسات كيسية
  - عائلة فيروسات تحتية
  - عائلة فيروسات مجزأة
  - عائلة فيروسات جرمية: مثلا فيروس الروتا وأورثوريوفيريس
  - عائلة فيروسات خمرية
- نوع غير مصنف
  - أوندورنافيريس : مثلا فيسيا-فابا-أوندورنافيريس

المجموعة الرابعة: فيروس بالرنا وحيد السلسلة بقطبية موجبة (من نوع مرسال الرنا)
- ترتيب فيروسات عشية : (فيروس متداخل)
  - عائلة فيروسات شريانية
  - عائلة فيروسات تاجية : مثال فيروس تاجي.
  - عائلة فيروسات رونية
- غير محددة
  - عائلة فيروسات نجمية
  - عائلة فيروسات باطنية
  - عائلة فيروسات برومية
  - عائلة فيروسات كأسية
  - عائلة كلوستيروفيريداي
  - عائلة فيروسات كوموية
  - عائلة فيروسات ثنائية مقرونة
  - عائلة الفيروسات المصفرة: مثلا حمى الضنك وحمى صفراء والتهاب الكبد C
  - عائلة فليكسيفيريداي
  - عائلة هيبيفيريداي : مثلا التهاب الكبد E
  - عائلة ليفيفيريداي
  - عائلة ليتيوفيريداي
  - عائلة مارنافيريداي
  - عائلة نارنافيريداي
  - عائلة نودافيريداي
  - عائلة الفيروسات البيكورناوية : مثلا التهاب الكبد A وشلل أطفال وفيروس الرينو
  - عائلة بوتيفيريداي
  - عائلة سيكيفيريداي
  - عائلة تيترافيريداي
  - عائلة الفيروسات الطخائية : مثلا فيروس الحصبة الألمانية
  - عائلة طومبيسفيريداي
  - عائلة تيموفيريداي
  - أنواع غير مصنفة
    - نوع بينيفيروس
    - نوع شيرافيروس
    - نوع فيروفيروس
    - نوع هوردايفيروس
    - نوع ايدايفيروس
    - نوع ماكلوموفيروس
    - نوع أورميافيروس
    - نوع بيكليفيروس
    - نوع بوموفيروس
    - نوع سادوافيروس
    - نوع سوبيموفيروس
    - نوع طوباموفيروس
    - نوع طوبرافيروس
    - نوع أومبرافيروس

المجموعة الخامسة : فيروس بالرنا وحيد السلسلة بقطبية سالبة
- ترتيب فيروسات سلبية أحادية (قيروس بقطبية سالبة غير مجزء).
  - عائلة فيروسات بورنوية
  - عائلة فيروسات خيطية : مثلا الإيبولا
  - عائلة فيروسات مخاطانية : مثلا الحصبة والنكاف
  - عائلة فيروسات ربدية : مثلا داء الكلب
- فيروس بقطبية سالبة مجزء:
  - عائلة فيروسات رملية : مثلا حمى لاسا
  - عائلة فيروسات بانيوية
  - عائلة أورثوميكسوفيريداي : مثلا فيروس الإنفلونزا.
  - أنواع غير مصنفة :
    - نوع ديلطافيروس : مثلا التهاب الكبد ديلطا (التهاب الكبد الفيروسي)
    - نوع أوفيوفيروس
    - نوع تينويفيروس
    - نوع فاريكوزايفيروس

## فيروس بالدنا أو بالرنابتعبير جينيمعكوس
المجموعة السادسة : ريتروفيروس برنا أحادي السلسلة
- - عائلة فيروسات تالية
  - عائلة فيروسات كاذبة
  - عائلة الفيروسات القهقرية : مثلا فيروس نقص المناعة HIV1

المجموعة السابعة : باراريتروفيروس بالدنا مزدوج السلسلة
- - عائلة فيروسات كبدية : مثلا التهاب الكبد الفيروسي ب
  - عائلة كوليموفيريداي